# Anisostena arizonica
Anisostena arizonica är en skalbaggsart som beskrevs av Schaeffer 1933. Anisostena arizonica ingår i släktet Anisostena och familjen bladbaggar. Inga underarter finns listade i Catalogue of Life.